# Patricia Petibon
Patricia Petibon (Montargis, Loiret, 27 de febrer de 1970) és una soprano de coloratura francesa que ha estat aclamada per les seves interpretacions de música barroca francesa i de Mozart, així com pel repertori modern. La seva tessitura aguda molt àmplia, així com la seva capacitat gestual d'interpretació, la fan una de les grans sopranos del segle xxi.

## Biografia
Va començar els seus estudis de música al Conservatori de Tours on va formar part del cor de l'òpera. Més tard va estudiar al Conservatori de París amb Rachel Yakar, cantant que havia treballat amb Nikolaus Harnoncourt, i el director William Christie, i hi va obtenir el primer premi el 1995; és també llicenciada en Belles Arts i Musicologia.
Va començar a treballar com a cantant a les ordres de William Christie amb Les Arts Florissants amb repertori barroc i clàssic. Més tard, feia el seu debut a l' òpera en el rol d'Olympia d'Els contes de Hoffmann, d'Offenbach, un paper que ha interpretat diverses vegades a França, incloent una producció extravagant per a Jérôme Savary al Palais Omnisports De Paris-bercy el 2004. També ha cantat el de Norina a Don Pasquale, la Serpette de La finta giardiniera, de Mozart; el de Zerbinetta d'Ariadne auf Naxos i el de Constanza, a Diàlegs de Carmelites. En concert, ha cantat Carmina Burana, la de Pasión di Gesù, de Caldara, amb Fabio Biondi, i les Melodies de Malenconia, de Bacri. Ha col·laborat amb Nikolaus Harnoncourt en concerts al Musikverein de Viena i en l'enregistrament d'Armida, de Haydn, al costat de Cecilia Bartoli.
Al 2008 signà un contracte d'enregistrament exclusiu amb Deutsche Grammophon. Va debutar al Gran Teatre del Liceu la temporada 2010-2011 amb un dels personatges lírics i teatralment més complexos del repertori operístic: Lulu, d'Alban Berg. El públic del Liceu li va dedicar un agraïda i tancada ovació. També va actuar a Girona el 2014 i a Castelló el 2019.
Petibon també ha treballat amb John Eliot Gardiner, Marc Minkowski, Robert Wilson. Ha enregistrat música de Lully, Charpentier, Rameau, Landi, Couperin, Handel, Gluck, Mozart, Haydn, Caldara, Bernstein, Barber, Bruno, Dello Joio, Debussy, Mancini, Méhul, Jommelli, Offenbach, Delibes, Poulenc, i Nicolas Racot De Grandval.
Està casada amb el compositor francès Eric Tanguy.

## Discografia de solo
- Airs baroques Français, Patrick Cohen-Akenine, Les Folies Françoises (2002) (Rameau/Lully/Charpentier/Grandaval)
- Les Fantasies de Patricia Petibon (2004) [compilation]
- French Touch, Yves Abel (2004)
- Purcell et l'Italie, Jean-François Novelli, Ensemble Amarillis (2004)
- Amoureuses (2008, àlbum de debut amb Deutsche Grammophon), Daniel Harding, Concerto Köln (Mozart/Haydn/Gluck)
- Rosso: Italian Baroque Arias (2010), Andrea Marcon, Venice Baroque Orchestra (Santorio/Stradella/Handel/A. Scarlatti/Porpora/Vivaldi/Marcello)

## Discografia d'òpera/opereta/oratori
- Étienne Méhul – Stratonice, William Christie, Capella Coloniensis, Corona Coloniensis, (1996), Stratonice
- Stefano Landi – Il Sant'Alessio, Christie, Les Arts Florissants (1996), Alessio
- Jean-Philippe Rameau – Hippolyte et Aricie, Christie, AF, (1997), Une Prêtresse/Une Bergère
- Léo Delibes – Lakmé, Michel Plasson, Choeur & Orchestre du Capitole de Toulouse (1998), Ellen
- Antonio Caldara – La Passione di Gesù Cristo Signor Nostro, Fabio Biondi, Europa Galante (1999), Maddalena
- Wolfgang Amadeus Mozart – Die Entführung aus dem Serail, Christie, AF, (1999), Blonde
- Georg Frideric Handel – Acis and Galatea – Christie, AF, (1999), Damon
- Jules Massenet – Werther, Antonio Pappano, (1999), Sophie
- Joseph Haydn – Armida, Nikolaus Harnoncourt (2000), Zelmira
- Jacques Offenbach – Orphée aux Enfers, Marc Minkowski (2002), Cupidon
- Marc-Antoine Charpentier – La Descente d'Orphée aux Enfers H.488, Christie, AF, (2005), Daphné/Énone
- Marc-Antoine Charpentier – Les plaisirs de Versailles H.480, Pastoraletta H.492, Christie, AF, (2005), Choeur/Filli
- Niccolò Jommelli – Armida abbandonata / Christophe Rousset, Les Talens Lyriques (2005), Ubaldo, a knight
- Joseph Haydn – Orlando Paladino, Harnoncourt (2006), Angelica
- Carl Orff – Carmina Burana, Daniel Harding (2010)

## Discografia de misses
- Wolfgang Amadeus Mozart - Gran missa en do menor K. 427 Christie, Af, (1999)
- François Couperin - Leçons de ténèbres, Christie, Af, (2006)

## Discografia d'artistes convidats
- American Boychoir – Fast Cats and Mysterious Cows ~ Songs from America, James Litton, Malcolm Bruno, Christine King (1999)
- Marc-Antoine Charpentier – Divertissements, Airs et Concerts, William Christie, Les Arts Florissants, (1999)
- Futuristiq, Demain c'est maintenant (2001)
- Ophélie Gaillard – Cuvée 2000 (2001)
- George Frideric Handel – Arcadian Duets, Emmanuelle Haïm, Le Concert d'Astrée, (2002)
- Florent Pagny – Baryton (2004) (Freddie Mercury/Montserrat Caballé cover)

## Filmografia
- Diàlegs des Carmélites (1999), Soeur Constance
- Orfeu i Eurídice (2000), Amor
- El rapte en el serrall (2003), Blonde
- Les Indes galantes (2004), Zima
- French Touch: Recital à La Salle Gaveau (2005)